# Karel II. Anžujski
Karel II. Anžujski je nasledil očeta Karla I. Anžujskega na prestolu Neapeljskega kraljestva, ko je bil v ujetništvu. Bil je zaprt pri Aragoncih, sovražniki so mu diktirali pogoje predaje, prijatelji pa terjali dobičke, ki jih je oče obljubil za sodelovanje v križarski vojni. Aragonci so ga po posredovanju angleškega kralja Edvarda I. za veliko odkupnino začasno izpustili, da bi mogel urediti zadeve, za talce pa jim je moral prepustiti svoje tri sinove in 60 provansalskih plemičev. V treh letih naj bi dosegel pomiritev Aragoncev s Francozi in papežem. To se mu sicer ni posrečilo, a po nekaj letih si ga tudi Aragonci niso več želeli imeti v zaporu. Škodo, ki jo je pri tem utrpel Karel Valois, brat Filipa III., kateremu je papež Martin IV. pred križarsko vojno že obljubil Aragonsko kraljestvo, je Karel II. poplačal tako, da mu je dal za ženo hčerko Margareto z grofijama Anjou in Maine kot doto in še 20.000 funtov srebra.
Leta 1295 je Karel II. podpisal dogovor z Aragonci, po katerem so mu vrnili sinove in oblast nad Sicilijo. Jakob II. Aragonski je pa dobil papeški preklic izobčenja in dovoljenje, da osvoji Sardinijo in Korziko (licentia invadendi).
Karel II. je vzpostavil močno družinsko vez tudi z madžarskim kraljem Štefanom V.: poročil se je z njegovo hčerko Marijo, svojo sestro Elizabeto pa je dal za ženo Štefanovemu sinu Ladislavu. Te povezave so se kasneje (ko je izumrla madžarska dinastija Arpadičev), skupaj s permanentno naklonjenostjo papežev, pokazale odločilne za razširitev vpliva družine na velik del Evrope.
Karla II. je v Neaplju nasledil sin Robert I. Modri.
| Karel II. Anžujski AnžujciPodveja Kapetinške dinastijeRojen: 1254 Umrl: 5. maj 1309 |                                          |                                           |
| Vladarski nazivi                                                                    |                                          |                                           |
| Predhodnik: Karel I.                                                                | Kralj Neaplja 1285–1309                  | Naslednik: Robert                         |
| Predhodnik: Karel I.                                                                | Kralj Albanije 1285–1301                 | Naslednik: Filip I.                       |
| Predhodnik: Karel I.                                                                | Princ Ahaje 1285–1289                    | Naslednik: Izabela                        |
| Predhodnik: Karel I.                                                                | Grof Anjouja in Maineja 1285–1290        | Naslednik: Margareta in Karel III.        |
| Predhodnik: Beatrice                                                                | Grof Provanse in Forcalquierja 1267–1309 | Naslednik: Robert ali Rajmond Berengar V. |